# Představitelé Ťi-linu
Představitelé Ťi-linu stojí v čele správy provincie. V čele správy Ťi-linu stojí guvernér (šeng-čang, 省长) řídící lidovou vládu Ťi-linu (Ťi-lin-šeng žen-min čeng-fu, 吉林省人民政府). Nejvyšší politické postavení v provincii má však tajemník ťilinského provinčního výboru Komunistické strany Číny, vládnoucí politické strany provincie i celého státu. K dalším předním představitelům Ťi-linu patří předseda provinčního lidového shromáždění (zastupitelského sboru) a předseda provinčního výboru Čínského lidového politického poradního shromáždění (ČLPPS).
V politickém systému Čínské lidové republiky, analogicky k centrální úrovni, má příslušný regionální výbor komunistické strany v čele s tajemníkem ve svých rukách celkové vedení, lidová vláda v čele guvernérem (u provincie) nebo starostou (u města) řídí administrativu regionu, lidové shromáždění plní funkce zastupitelského sboru a lidové politické poradní shromáždění má poradní a konzultativní funkci.

## Tajemníci ťilinského provinčního výboru Komunistické strany Číny (od 1949)
Ťilinské komunisty po roce 1949 vedl provinční výbor strany v čele s tajemníkem, od roku 1955 prvním tajemníkem. Po zřízení provinčního revolučního výboru v březnu 1968 jeho předseda stanul i v čele komunistů provincie. Od března 1971 opět fungoval provinční výbor strany v čele s prvním tajemníkem. Od roku 1985 v čele provinčního výboru KS Číny stojí tajemník s několika zástupci tajemníka.
Ve sloupci „Další funkce“ jsou uvedeny nejvýznamnější úřady zastávané současně s výkonem funkce tajemníka ťilinského výboru strany, případně pozdější působení v politbyru a stálém výboru politbyra.
| Jméno (životní data)                   | Od            | Do            | Další funkce a poznámky |
| -------------------------------------- | ------------- | ------------- | --- |
| Liou Si-wu (刘锡五) (1904–1970)        | říjen 1949    | duben 1952    | později tajemník ústřední kontrolní komise KS Číny (1955–1966) |
| Li Meng-ling (李梦龄) (1903–1985)      | duben 1952    | únor 1955     | |
| Wu Te (吴德) (1913–1995)               | únor 1955     | červen 1966   | předtím první tajemník pchingjüanského provinčního výboru KS Číny (1950–1952), starosta Tchien-ťinu (1952–1955), později starosta Pekingu (1966–1967), předseda pekingského revolučního výboru (1972–1978), člen 10. a 11. politbyra ÚV KS Číny (1973–1980)                                                                            |
| Čao Lin (赵林) (1906–2003)             | červen 1966   | 1967          | |
| Wang Chuaj-siang (王淮湘) (1920–2013)  | březen 1971   | únor 1977     | předseda ťilinského revolučního výboru (1968–1977) |
| Wang En-mao (王恩茂) (1913–2001)       | únor 1977     | říjen 1981    | první tajemník sinťiangského oblastního výboru KS Číny (1952–1966 a 1981–1985), předseda ťilinského revolučního výboru (1977–1980), předseda ťilinského provinčního výboru ČLPPS (1977–1980), později místopředseda celostátního výboru ČLPPS (1986–1993)                                                                              |
| Čchiang Siao-čchu (强晓初) (1918–2007) | říjen 1981    | květen 1985   | |
| Kao Ti (高狄) (1927–2019)              | květen 1985   | duben 1988    | |
| Che Ču-kchang (何竹康) (* 1932)        | duben 1988    | červen 1995   | předtím guvernér Che-nanu (1983–1987), guvernér Ťi-linu (1987–1989), předseda ťilinského provinčního lidového shromáždění (1993–1998) |
| Čang Te-ťiang (张德江) (* 1946)        | červen 1995   | září 1998     | předseda ťilinského provinčního lidového shromáždění (1998), později tajemník čeťiangského provinčního výboru KS Číny (1998–2002), tajemník kuangtungského provinčního výboru KS Číny (2002–2007), tajemník čchungčchingského městského výboru KS Číny (2012), člen politbyra ÚV KS Číny (2002–2017) a jeho stálého výboru (2012–2017) |
| Wang Jün-kchun (王云坤) (* 1942)       | září 1998     | prosinec 2006 | předtím guvernér Ťi-linu (1995–1998), předseda ťilinského provinčního lidového shromáždění (1999–2008) |
| Wang Min (王珉) (* 1950)               | prosinec 2006 | listopad 2009 | předtím guvernér Ťi-linu (2004–2006), předseda ťilinského provinčního lidového shromáždění (2008–2010), později tajemník liaoningského provinčního výboru KS Číny (2009–2015) |
| Sun Čeng-cchaj (孙政才) (* 1963)       | listopad 2009 | listopad 2012 | předtím ministr zemědělství (2006–2009), předseda ťilinského provinčního lidového shromáždění (2010–2013), později tajemník čchungčchingského městského výboru KS Číny (2012–2017), člen politbyra ÚV KS Číny (2012–2017), odvolán kvůli korupci, později odsouzen k doživotnímu trestu vězení                                         |
| Wang Žu-lin (王儒林) (* 1953)          | listopad 2012 | srpen 2014    | předtím guvernér Ťi-linu (2009–2012), předseda ťilinského provinčního lidového shromáždění (2013–2014), později tajemník šansijského provinčního výboru KS Číny (2014–2016) |
| Bajančulú (巴音朝鲁) (* 1955)          | srpen 2014    | listopad 2020 | mongolské národnosti, předtím guvernér Ťi-linu (2012–2014), předseda ťilinského provinčního lidového shromáždění (2014–2021) |
| Ťing Ťün-chaj (景俊海) (* 1960)        | listopad 2020 | červen 2024   | předtím guvernér Ťi-linu (2018–2020), předseda ťilinského provinčního lidového shromáždění (2021–2024) |
| Chuang Čchiang (黄强) (* 1963)         | červen 2024   | ve funkci     | předtím guvernér S’-čchuanu (2020–2024), předseda ťilinského provinčního lidového shromáždění (2025–) |

## Guvernéři Ťi-linu (od 1949)
Od března 1980 v čele civilní administrativy provincie Ťi-lin stojí guvernér řídící lidovou vládu provincie. Předtím od roku 1949 do února 1955 provincii spravovala lidová vláda v čele s předsedou, poté lidový výbor v čele s guvernérem. Od března 1968 do března 1980 správu provincie vedl revoluční výbor Ťi-linu v čele s předsedou.
| Jméno (životní data)                  | Od            | Do            | Další funkce a poznámky |
| ------------------------------------- | ------------- | ------------- | --- |
| Čou Čch’-cheng (周持衡) (1915–1986)   | září 1949     | duben 1952    | |
| Li Jou-wen (栗又文) (1901–1984)       | duben 1952    | 1967          | později předseda ťilinského provinčního lidového shromáždění (1980–1983) |
| Wang Chuaj-siang (王淮湘) (1920–2013) | březen 1968   | únor 1977     | první tajemník ťilinského provinčního výboru KS Číny (1971–1977) |
| Wang En-mao (王恩茂) (1913–2001)      | únor 1977     | březen 1980   | první tajemník sinťiangského oblastního výboru KS Číny (1952–1966 a 1981–1985), první tajemník ťilinského provinčního výboru KS Číny (1977–1981), předseda ťilinského provinčního výboru ČLPPS (1977–1980), později místopředseda celostátního výboru ČLPPS (1986–1993) |
| Jü Kche (于克) (1913–2004)            | březen 1980   | červen 1982   | později předseda ťilinského provinčního lidového shromáždění (1983–1985) |
| Čang Ken-šeng (张根生) (1923–2008)    | červen 1982   | duben 1983    | |
| Čao Siou (赵修) (1921–1992)           | duben 1983    | červen 1985   | později předseda ťilinského provinčního lidového shromáždění (1985–1988) |
| Kao Te-čan (高德占) (* 1932)          | červen 1985   | červenec 1987 | později tajemník tchienťinského městského výboru KS Číny (1993–1997) |
| Che Ču-kchang (何竹康) (* 1932)       | červenec 1987 | březen 1989   | předtím guvernér Che-nanu (1983–1987), tajemník ťilinského provinčního výboru KS Číny (1988–1995), předseda ťilinského provinčního lidového shromáždění (1993–1998) |
| Wang Čung-jü (王忠禹) (* 1933)        | březen 1989   | březen 1992   | |
| Kao Jen (高严) (* 1942)               | březen 1992   | červen 1995   | později tajemník jünnanského provinčního výboru KS Číny (1995–1997) |
| Wang Jün-kchun (王云坤) (* 1942)      | červen 1995   | září 1998     | později tajemník ťilinského provinčního výboru KS Číny (1998–2006), předseda ťilinského provinčního lidového shromáždění (1999–2008) |
| Chung Chu (洪虎) (* 1940)             | září 1998     | říjen 2004    | |
| Wang Min (王珉) (* 1950)              | říjen 2004    | prosinec 2006 | později tajemník ťilinského provinčního výboru KS Číny (2006–2009), předseda ťilinského provinčního lidového shromáždění (2008–2010), tajemník liaoningského provinčního výboru KS Číny (2009–2015)                                                                     |
| Chan Čchang-fu (韩长赋) (* 1954)      | prosinec 2006 | prosinec 2009 | později ministr zemědělství/zemědělství a venkova (2009–2020) |
| Wang Žu-lin (王儒林) (* 1953)         | prosinec 2009 | prosinec 2012 | později tajemník ťilinského provinčního výboru KS Číny (2012–2014), předseda ťilinského provinčního lidového shromáždění (2013–2014), později tajemník šansijského provinčního výboru KS Číny (2014–2016)                                                               |
| Bajančulú (巴音朝鲁) (* 1955)         | prosinec 2012 | září 2014     | mongolské národnosti, později tajemník ťilinského provinčního výboru KS Číny (2014–2020), předseda ťilinského provinčního lidového shromáždění (2014–2021) |
| Ťiang Čchao-liang (蒋超良) (* 1957)   | září 2014     | prosinec 2016 | později tajemník chupejského provinčního výboru KS Číny (2016–2020) |
| Liou Kuo-čung (刘国中) (* 1962)       | prosinec 2016 | leden 2018    | později guvernér Šen-si (2018–2020), tajemník šensijského provinčního výboru KS Číny (2020–2022), člen politbyra ÚV KS Číny (2022– ) |
| Ťing Ťün-chaj (景俊海) (* 1960)       | leden 2018    | listopad 2020 | později tajemník ťilinského provinčního výboru KS Číny (2020–2024), předseda ťilinského provinčního lidového shromáždění (2021– ) |
| Chan Ťün (韩俊) (* 1963)              | listopad 2020 | duben 2023    | později tajemník anchuejského provinčního výboru KS Číny (2023– ) |
| Chu Jü-tching (胡玉亭) (* 1964)       | duben 2023    | ve funkci     | |

## Předsedové ťilinského provinčního lidového shromáždění (od 1980)
Počínaje rokem 1999 je předsedou ťilinského provinčního lidového shromáždění (to jest provinčního zastupitelského sboru) pravidelně volen tajemník provinčního výboru KS Číny.
| Jméno (životní data)                 | Od          | Do            | Další funkce a poznámky |
| ------------------------------------ | ----------- | ------------- | --- |
| Li Jou-wen (栗又文) (1901–1984))     | duben 1980  | duben 1983    | předtím předseda lidové vlády/guvernér Ťi-linu (1952–1967) |
| Jü Kche (于克) (1913–2004)           | duben 1983  | červen 1985   | předtím guvernér Ťi-linu (1980–1982) |
| Čao Siou (赵修) (1921–1992)          | červen 1985 | leden 1988    | předtím guvernér Ťi-linu (1983–1985) |
| Chuo Ming-kuang (霍明光) (1921–2010) | leden 1988  | leden 1993    | |
| Che Ču-kchang (何竹康) (* 1932)      | leden 1993  | leden 1998    | předtím guvernér Che-nanu (1983–1987), guvernér Ťi-linu (1987–1989), tajemník ťilinského provinčního výboru KS Číny (1988–1995) |
| Čang Te-ťiang (张德江) (* 1946)      | leden 1998  | září 1998     | tajemník ťilinského provinčního výboru KS Číny (1995–1998), později tajemník čeťiangského provinčního výboru KS Číny (1998–2002), tajemník kuangtungského provinčního výboru KS Číny (2002–2007), první tajemník čchungčchingského městského výboru KS Číny (2012), člen politbyra ÚV KS Číny (2002–2017) a jeho stálého výboru (2012–2017) |
| Sang Feng-wen (桑逢文) (1939–2012)   | září 1998   | březen 1999   | |
| Wang Jün-kchun (王云坤) (* 1942)     | březen 1999 | leden 2008    | předtím guvernér Ťi-linu (1995–1998), tajemník ťilinského provinčního výboru KS Číny (1998–2006) |
| Wang Min (王珉) (* 1950)             | leden 2008  | prosinec 2009 | předtím guvernér Ťi-linu (2004–2006), tajemník ťilinského provinčního výboru KS Číny (2006–2009), později tajemník liaoningského provinčního výboru KS Číny (2009–2015) |
| Sun Čeng-cchaj (孙政才) (* 1963)     | leden 2010  | leden 2013    | tajemník ťilinského provinčního výboru KS Číny (2009–2012) |
| Wang Žu-lin (王儒林) (* 1953)        | leden 2013  | říjen 2014    | předtím guvernér Ťi-linu (2009–2012), tajemník ťilinského provinčního výboru KS Číny (2012–2014), později tajemník šansijského provinčního výboru KS Číny (2014–2016) |
| Bajančulú (巴音朝鲁) (* 1955)        | říjen 2014  | leden 2021    | mongolské národnosti, předtím guvernér Ťi-linu (2012–2014), tajemník ťilinského provinčního výboru KS Číny (2014–2020) |
| Ťing Ťün-chaj (景俊海) (* 1960)      | leden 2021  | říjen 2024    | předtím guvernér Ťi-linu (2018–2020), tajemník ťilinského provinčního výboru KS Číny (2020–2024) |
| Chuang Čchiang (黄强) (* 1963)       | leden 2025  | ve funkci     | předtím guvernér S’-čchuanu (2020–2024), tajemník ťilinského provinčního výboru KS Číny (2024–) |

## Předsedové ťilinského provinčního výboru Čínského lidového politického poradního shromáždění (ČLPPS, od 1955)
| Jméno (životní data)              | Od            | Do            | Další funkce a poznámky |
| --------------------------------- | ------------- | ------------- | --- |
| Li Ti-pching (李砥平) (1909–2007) | únor 1955     | prosinec 1977 | poprvé |
| Wang En-mao (王恩茂) (1913–2001)  | prosinec 1977 | duben 1980    | první tajemník sinťiangského oblastního výboru KS Číny (1952–1966 a 1981–1985), první tajemník ťilinského provinčního výboru KS Číny (1977–1981), předseda ťilinského revolučního výboru (1977–1980), později místopředseda celostátního výboru ČLPPS (1986–1993) |
| Li Ti-pching (李砥平) (1909–2007) | duben 1980    | květen 1985   | podruhé |
| Liou Ťing-č’ (刘敬之) (1920–1993) | květen 1985   | leden 1988    | |
| Liou Jün-čao (刘云沼) (1926–2020) | leden 1988    | leden 1998    | |
| Čang Jüe-čchi (张岳琦) (1938)     | leden 1998    | leden 2003    | |
| Wang Kuo-fa (王国发) (1945–2018)  | leden 2003    | únor 2011     | |
| Bajančulú (巴音朝鲁) (* 1955)     | únor 2011     | leden 2013    | |
| Chuang Jen-ming (黄燕明) (1955)   | leden 2013    | leden 2018    | |
| Ťiang Ce-lin (江泽林) (1959)      | leden 2018    | leden 2023    | |
| Ču Kuo-sien (朱国贤) (1964)       | leden 2023    | ve funkci     | |